# Literatura del siglo XIX

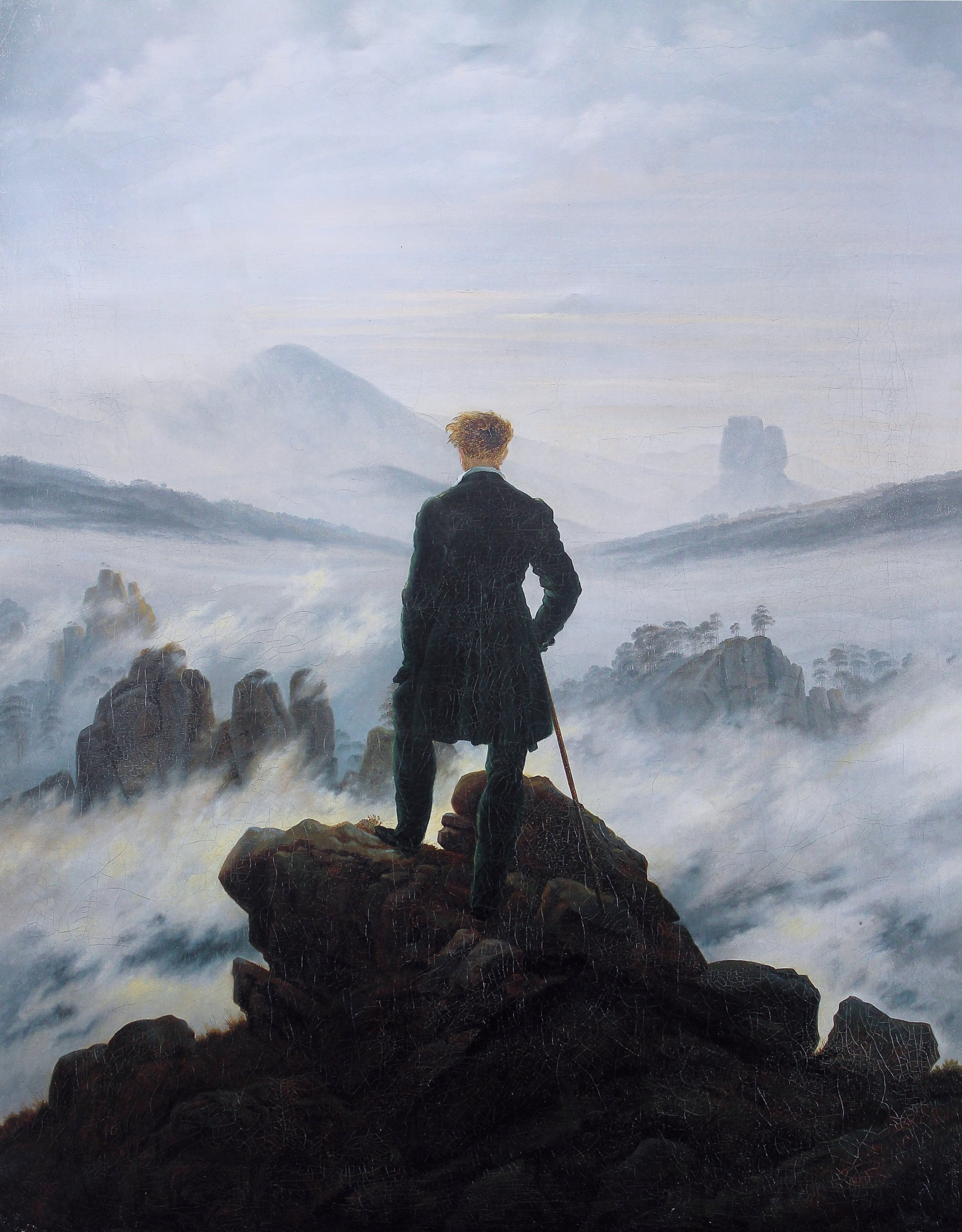
Viajero frente al mar de niebla (1818), de Caspar David Friedrich.

La literatura del siglo XIX agrupa el conjunto de autores que escriben durante el siglo XIX así como las teorías estéticas y obras publicadas durante este periodo. Puede dividirse en tres grandes etapas: el Romanticismo, el Realismo y la literatura finisecular, que entronca con la literatura del siglo XX. Si bien estas corrientes son propiamente europeas, la influencia imperialista hace que se encuentren trazas a través del mundo, aunque pueden continuar diversas tradiciones locales con otras periodizaciones y características. Como los movimientos se desarrollan a diferentes ritmos en cada país, este artículo divide la información por décadas.

## De 1800 a 1809
El siglo empieza con la literatura romántica iniciada anteriormente con el movimiento Sturm und Drang. Se empieza a mirar hacia atrás, hacia un pasado idealizado donde residen las raíces nacionales, y así se cultivará la novela histórica, como por ejemplo la obra Wilhelm Tell de Friedrich Schiller. En la misma línea comienza una recuperación de la literatura oral y del folklore local.

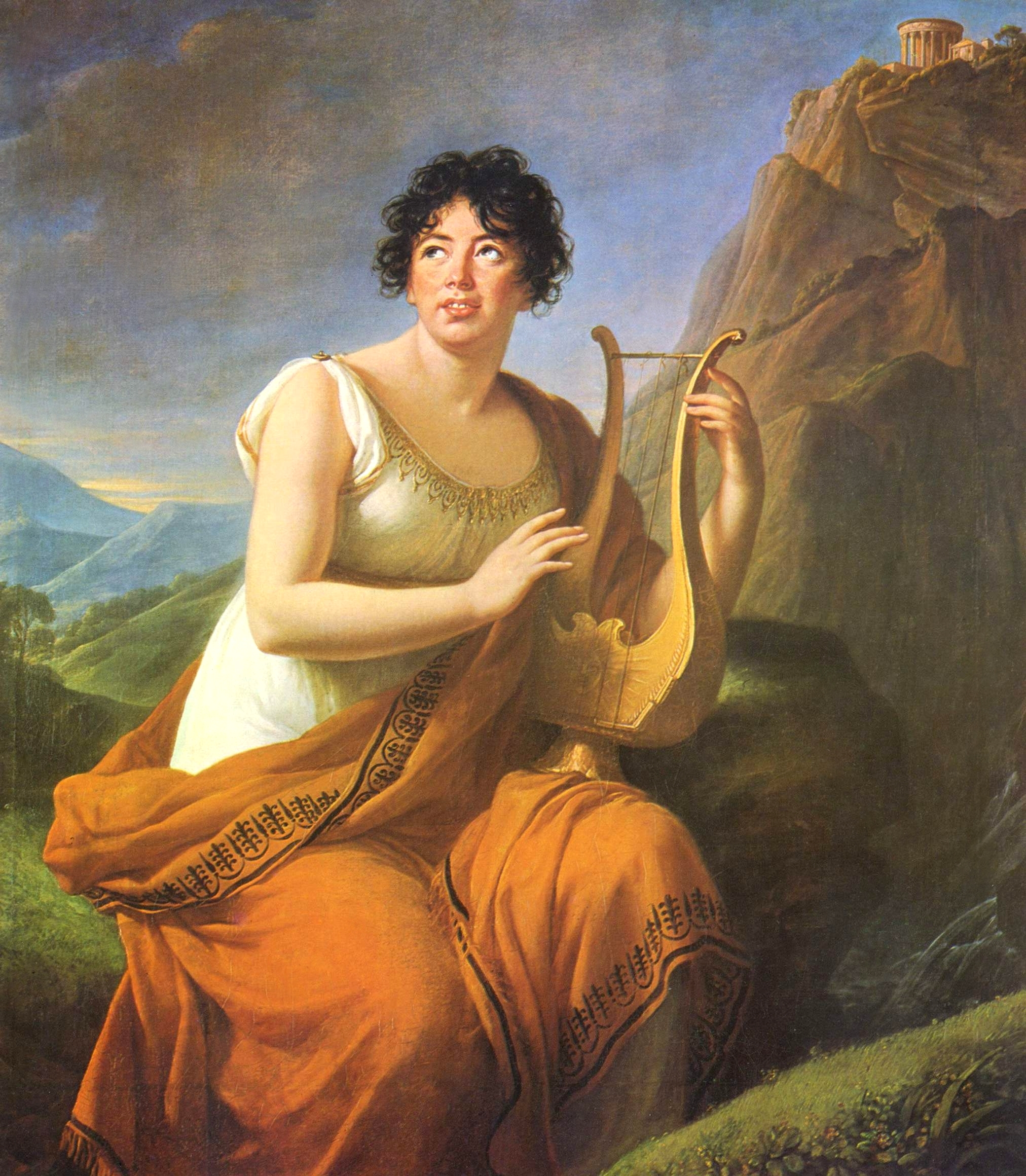
Madame de Staël retratada por Vigée Lebrun (1808).

Es igualmente una época de triunfo del sentimentalismo, contra la razón ilustrada precedente, como prueban obras como Atala de François-René de Chateaubriand. Una figura destacada del romanticismo de principios del siglo es Madame de Staël, responsable de poner de moda este estilo tanto en Francia como en España con obras como Delphine.
Los protagonistas románticos son individuos trágicos, que luchan contra su destino (como en el teatro de Heinrich von Kleist) y contra las convenciones sociales burguesas que les impiden ser felices. Abundan los finales desgraciados en las obras en los tres géneros, donde se canta un amor no correspondido o de corta duración.
Sin embargo, el triunfo romántico no hace desaparecer del todo los cánones neoclásicos, como demuestra la publicación en 1806 de la obra El sí de las niñas de Leandro Fernández de Moratín.
Aumenta el número de personas alfabetizadas y por tanto la masa potencial de lectores, incluyendo por primera vez  clases populares, con la aparición de campañas de escolarización y la proliferación de bibliotecas públicas y nacionales, como la Biblioteca del Congreso de Estados Unidos. Estos nuevos públicos demandan una literatura ágil y rica en emociones que será la norma entre los autores de éxito, lejos de los cultismos y las referencias grecolatinas vigentes en periodos anteriores.

## De 1810 a 1819
Esta década ve consolidarse las tendencias de la década precedente. Por un lado, la novela histórica mira hacia la Edad Media, una de las características diferenciadoras de este momento, como sucede por ejemplo en las obras de Walter Scott, como Rob Roy (1817). Por otra parte, la recuperación de relatos y cuentos populares inicia una literatura infantil propiamente dicha, como las recopilaciones de los Hermanos Grimm. El amor es el tema central de todas las obras publicadas en esta época, un amor que vive aventuras antes del reencuentro de la pareja o de su muerte trágica. El nuevo prototipo de amante es el fijado por Adolphe, de Henri-Benjamin Constant de Rebecque. Incluso los autores que reniegan del romanticismo clásico, como Jane Austen, hacen de las relaciones sentimentales el centro de sus libros, como por ejemplo en Sentido y sensibilidad.
Un rasgo destacable de esta literatura es el gusto por personajes marginales, vistos como rebeldes y auténticos, como el héroe de El corsario de Lord Byron. Estos protagonistas combinan la elegancia y la pasión con un punto de malditismo, incluso demoníaco, o bien se mueven por ambientes exóticos, como el poema Kubla Khan de Samuel Taylor Coleridge. Lo importante es huir de la rutina y de la sociedad industrial. Por eso empiezan a ser atractivos los monstruos, que ya no son únicamente los malos que hay que asesinar, sino personajes complejos, como Frankenstein de Mary Shelley que se convirtió en un icono de la novela gótica. Así se inició el triunfo de la literatura de terror, con éxitos como El vampiro de John William Polidori.

## De 1820 a 1829
Obras como Los novios de Alessandro Manzoni en Italia o El último mohicano de James Fenimore Cooper en los Estados Unidos prueban que la novela histórica se extendió por todo el Occidente. La violencia y los personajes incomprendidos eran una constante en un mundo donde las revoluciones del liberalismo cambiaban el orden imperante y donde los excesos de la sociedad contemporánea llenaban de melancolía y pesimismo a los escritores.
Estos escritores buscaban la inspiración para escribir y no solo las reglas de las preceptivas o los modelos antiguos. Importaba la originalidad, la capacidad de expresar sentimientos exaltados de manera hermosa, la voluntad de diferenciarse de la masa. Por este motivo empezaron a escribirse más autobiografías, para resaltar el carácter de individuos únicos o de genios de sus autores, como las Confesiones de un comedor de opio inglés de Thomas de Quincey. Quincey usaba la droga para evadirse de la realidad, un hecho común a varios autores del siglo XIX.
El género más cultivado fue la poesía, con autores tan notables como Heinrich Heine en Alemania, Giacomo Leopardi en Italia o Yevgueni Baratynski, el cual inaugura la llamada Edad de oro de la literatura rusa. En esta poesía se introduce más libertad métrica que en los versos de la Edad Moderna, ya que se considera que las reglas pueden limitar la creatividad de los autores.

## De 1830 a 1839

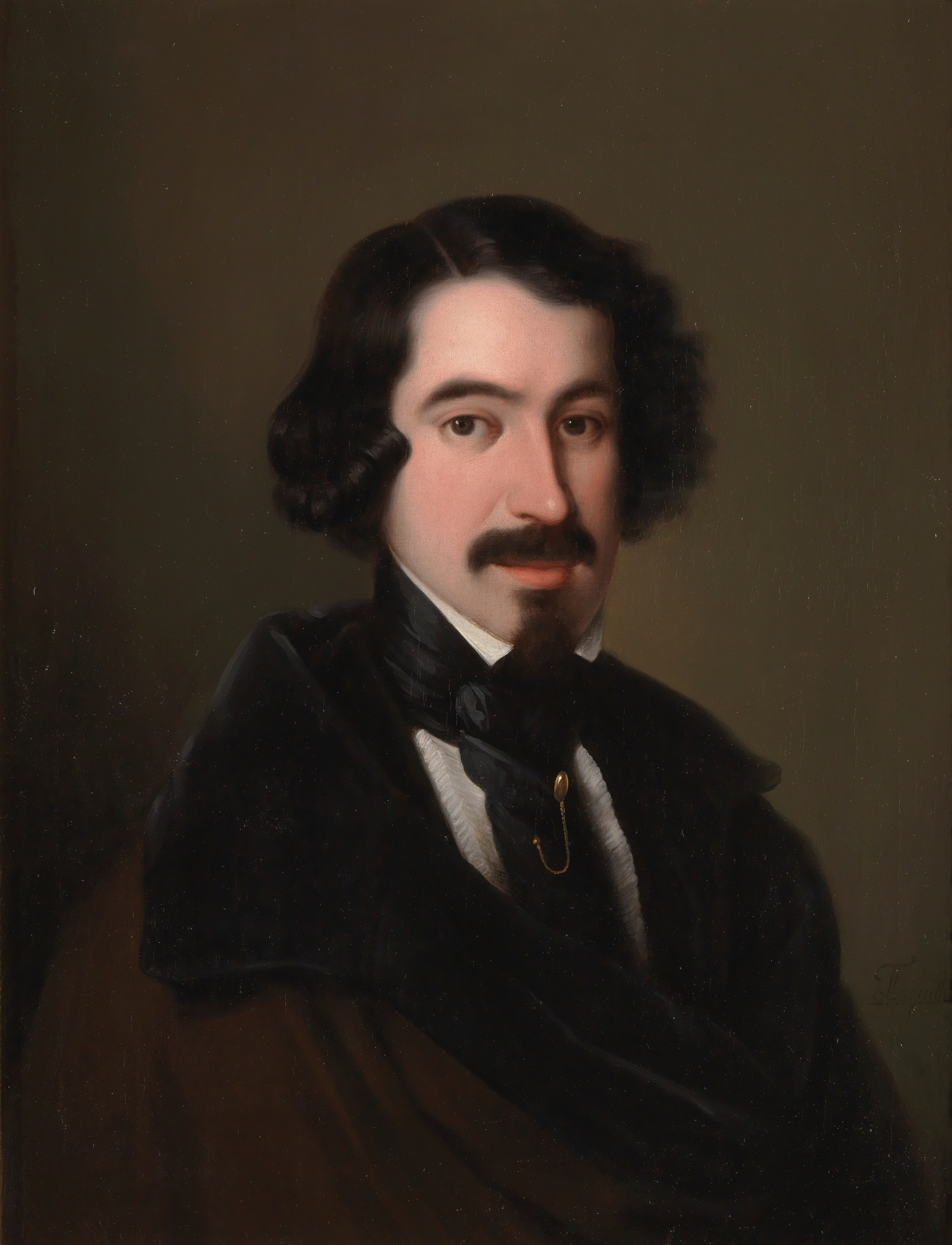
José de Espronceda.

Los años treinta viven a la vez el romanticismo pleno y algunos autores que empiezan a abandonar por gastados estos códigos. Cabe destacar la figura del poeta polaco Juliusz Słowacki, conocido por su tragedia Balladyna. Otros poetas románticos destacables son José de Espronceda, autor de El estudiante de Salamanca (1837), donde el héroe tiene comportamientos diabólicos, El diablo mundo y la Canción del pirata, o Goethe, que publica su Fausto íntegro, y donde también aparece el demonio. Karel Hynek Mácha, con su poema Mayo, introdujo el romanticismo en la literatura checa, pero fue mal comprendido por sus coetáneos. El poeta nacional ruso, Alexander Pushkin, dentro de su innumerable obra escribió "Ruslan y Liudmila", "Zar Saltán", entre otros muchos, y Eugeni Oneguin, un largo poema narrativo con los cánones románticos y se aprecia la huella romántica en las obras de Victor Hugo, como Nuestra Señora de París o en algunos de los cuentos de Hans Christian Andersen.
Al mismo tiempo, Francia e Inglaterra comienzan a acercarse al realismo. El rojo y el negro de Stendhal puede considerarse una novela de transición, pero las obras de Honoré de Balzac ya son plenamente realistas. Si bien aparece el amor, el interés principal de los autores es retratar de manera fiel la realidad y los diferentes grupos sociales de su época y no de otros siglos. Las novelas de Charles Dickens, como Oliver Twist, responden a esta voluntad a pesar de que sigue presente un fuerte sentimentalismo.

## De 1840 a 1849

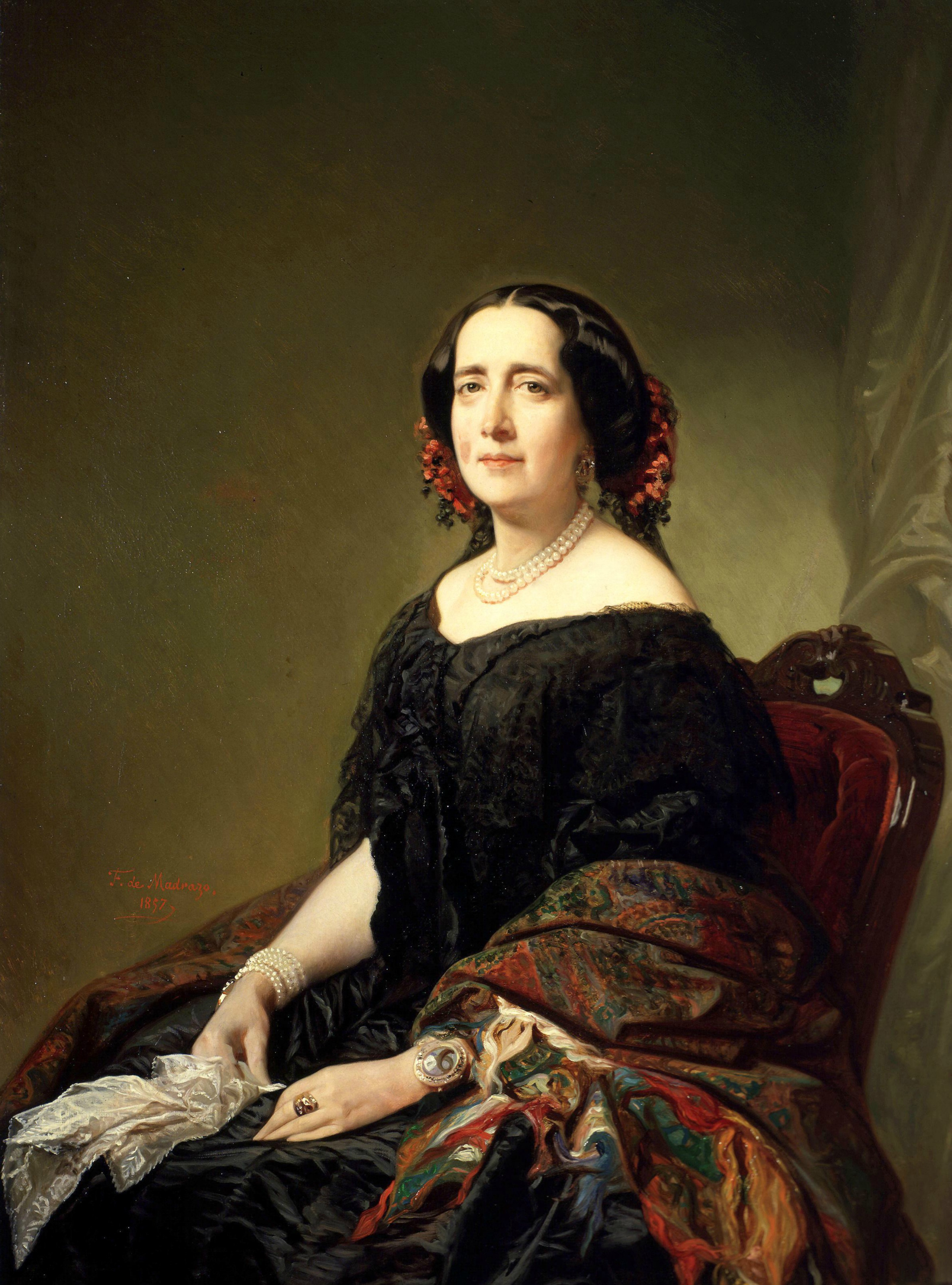
Gertrudis Gómez de Avellaneda.

Durante los años 40, se combina nuevamente esta dicotomía entre el romanticismo y el realismo. Eugène Sue, con sus misterios, retoma el sensacionalismo y la pasión extrema. Publica por capítulos en revistas de bajo precio y de gran demanda, un fenómeno común durante la segunda mitad del siglo. Las obras de las hermanas Brontë presentan personajes extremos, marginales o monstruosos, con la locura y el amor como temas centrales, ambos alejando sus protagonistas de la "normalidad" contenida. José Zorrilla y Moral da una nueva visión del arquetipo del Don Juan con Don Juan Tenorio. También responde a un arquetipo la gitana de Carmen, conocida por la ópera homónima de Bizet. Alejandro Dumas continúa escribiendo novelas históricas llenas de aventuras, como Los tres mosqueteros (1844) y El conde de Montecristo (1845)
Entre los poetas que se dieron a conocer en este momento hay que mencionar a Gertrudis Gómez de Avellaneda y José Martí en Cuba. Edgar Allan Poe escribe El cuervo donde aborda de forma alegórica el tema de la muerte, con unas imágenes y símbolos que disfrutarían de gran fama posterior.
Al mismo tiempo determinados autores plasman su desengaño del idealismo romántico. En Rusia aparecen las novelas Almas muertas de Nikolai Gógol y Un héroe de nuestro tiempo de Mikhail Lermontov, ambas en esta línea del desencanto. Más crítico se muestra William Makepeace Thackeray con La feria de las vanidades, donde el narrador adopta incluso un punto de vista cínico.
Aparte se clasificará la poesía de Ralph Waldo Emerson, donde se mezcla el modernismo americano con la poesía religiosa, influencia también presente en la obra de Elizabeth Barrett Browning.

## De 1850 a 1859
El realismo triunfa de manera decidida a partir de 1850. Los escritores describen de manera detallada lo que ven, sienten y hacen sus personajes de psicología compleja. No importan tanto las aventuras extremas como las vivencias interiores, a pesar de que el entorno sea cotidiano. Un tema recurrente es la difícil posición de la mujer, que para asegurar su posición debe casarse o tener amantes contra su voluntad y que luego es acusada por sus vecinos por sus relaciones. Se puede observar este tema en Madame Bovary (1857) de Gustave Flaubert y La dama de las camelias de Alexandre Dumas (hijo), novela realista que inspiraría la ópera La Traviata de Verdi.
El realismo se instala también en América, donde se inicia una nueva etapa en su trayectoria novelística. La letra escarlata de Nathaniel Hawthorne retoma el tema del adulterio y la hipocresía social de Flaubert pero en el entorno puritano, mientras que La cabaña del tío Tom de Harriet Beecher Stowe aborda la esclavitud y el racismo, un tema que será recurrente en la ficción de los Estados Unidos. Herman Melville escribe Moby Dick, donde un capitán de barco se dedica a cazar una ballena que se convierte en un símbolo de lo imposible.
Esto no quiere decir que los autores se acomoden al orden burgués imperante. Muchos denuncian el vacío existencial que produce el famoso spleen o tedio absoluto que estará presente hasta el siglo XX. Así Oblómov, en la novela homónima de Iván Goncharov, se muestra un hombre rico pero pasivo, que no encuentra el sentido de la vida. Idéntico sentimiento expresa al principio la voz poética de Las flores del mal de Baudelaire, poemario que inicia el movimiento del simbolismo, una corriente estética que continuará el también francés Paul Verlaine.

## De 1860 a 1869
Los autores de esta década a menudo rompen con las convenciones genéricas. Así por ejemplo George Eliot, con Silas Marner, profundiza en un narrador lejos del clásico narrador omnisciente realista. Alfred Tennyson publica Enoch Arden, un poema narrativo que puede ser visto como el reverso del regreso a casa de Ulises en la Odisea. La lógica y el sentido del lenguaje se ven volteados en Alicia en el país de las maravillas de Lewis Carroll, a pesar de ser una obra de literatura infantil. Peer Gynt es una obra de teatro en verso escrita por Henrik Ibsen en 1867 basada en un cuento popular noruego. Su característica formal más destacada es la falta de respeto a la regla de las tres unidades de Aristóteles, junto con el uso de los hallazgos sobre el inconsciente.
Sin embargo, no todos los escritores se alejan de los cánones estéticos de la época. Mujercitas de Louisa May Alcott mezcla la sensibilidad y sentido de la tragedia romántica con el costumbrismo realista, y Wilkie Collins une misterio y sentimiento en sus obras mayores publicadas durante este periodo. Es entonces también que se escriben las grandes obras del realismo ruso: Crimen y castigo de Fiódor Dostoievski (1866) y Guerra y paz de Lev Tolstoi.
Julio Verne es uno de los padres de la ciencia ficción con obras como Viaje al centro de la tierra o De la tierra a la luna. Sus novelas, a pesar de ir dirigidas a un público más amplio, acabaron formando parte del canon de la literatura juvenil clásica y alentaron la aparición de nuevos géneros con elementos fantasiosos.
Rosalía de Castro inicia el Rexurdimento de la literatura gallega. El neerlandés Multatuli denuncia con Max Havelaar los abusos del imperialismo. Mihai Eminescu, considerado el poeta nacional rumano, alcanza la fama durante esta década. Michael Madhusudan Dutt, por último, fue uno de los novelistas más relevantes en bengalí.

## De 1870 a 1879

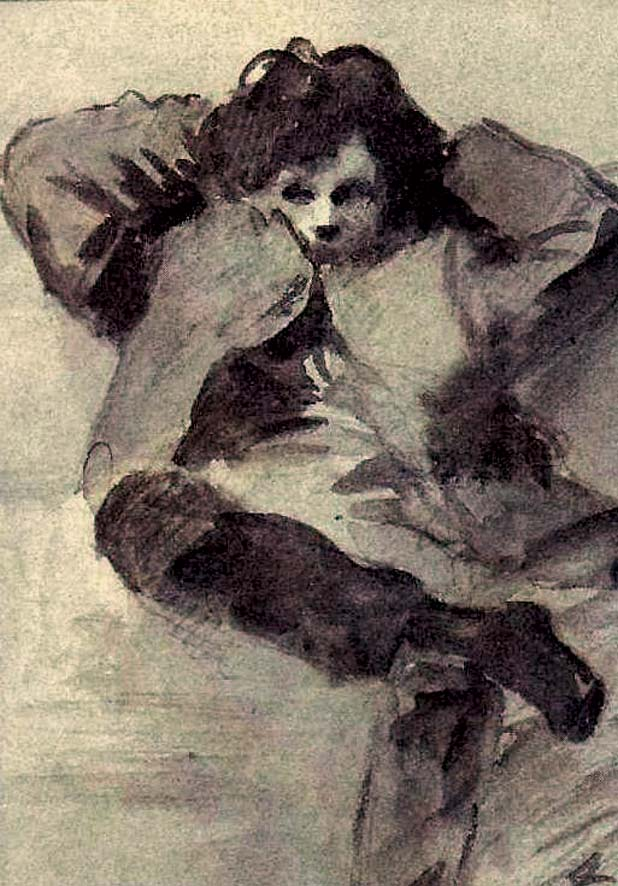
Retrato de Arthur Rimbaud por Jean-Louis Forain, 1872.

El realismo sigue dominando el panorama novelístico, como lo prueban las obras de José María Eça de Queiroz. El crimen del padre Amaro vuelve a tratar el tema del adulterio, al igual que hará Ana Karenina, denunciando la incapacidad del matrimonio y las relaciones socialmente aceptadas para poder satisfacer los corazones menos superficiales. Las aventuras de Tom Sawyer, de Mark Twain, también de carácter realista, es una obra donde se explican las travesuras de un joven en período de verano, con elementos de picaresca y costumbrismo.
Como evolución de este realismo nace el naturalismo de Émile Zola, el cual había comenzado a publicar en la década precedente pero que ahora alcanza fama internacional con sus novelas sobre los Rougon-Macquart. Los postulados naturalistas tratan de aplicar el positivismo en la literatura y consideran que las acciones de los personajes deben de explicarse por el ambiente que los rodea o su herencia genética (de ahí abundarán las sagas familiares).
Dentro de la corriente experimental iniciada en las décadas anteriores escribe August Strindberg, cultivador del teatro del absurdo, o Arthur Rimbaud, poeta francés. Ambos cuestionan la realidad atacando a los fundamentos de la percepción y anticipan corrientes muy apreciados durante la posmodernidad.
En España se vive una literatura aún anclada en pautas del pasado. Así, el poema épico La Atlántida de Jacinto Verdaguer o Rimas y Leyendas de Gustavo Adolfo Bécquer reivindican los rasgos del romanticismo más puro, como la añoranza del pasado, la presencia de elementos fantásticos exagerados o un amor imposible e idealizado.
Fuera del ámbito occidental, Prathapa Mudaliar Charithram, de Mayuram Vedanayagam Pillai, fue la primera novela escrita en lengua tamil, hasta entonces empleada únicamente en poesía. Tōson Shimazaki fue un poeta romántico japonés que posteriormente pasó a la novela naturalista.

## De 1880 a 1889
Hay que destacar en primer lugar obras muy relevantes de la literatura infantil y juvenil: Pinocho de Carlo Collodi, en el cual un títere quiere convertirse en un niño de verdad; las nuevas aventuras de Robin Hood de Howard Pyle, donde un arquero lucha contra los ricos para repartir el dinero entre los pobres mientras se divierte en el bosque; La isla del tesoro de Stevenson, que narra la búsqueda de un tesoro escondido. Estas novelas buscan sobre todo entretener, aunque pueden incluir una posible enseñanza moral al final de la historia.
España entra de lleno en el realismo, con las obras mayores de Benito Pérez Galdós, prolífico escritor que no dudó en incorporar los debates literarios europeos y la descripción de diferentes ambientes sociales en sus novelas. Posteriormente, La regenta de Leopoldo Alas, más conocido como Clarín, inaugura el naturalismo español, que nunca fue tan acusado como el francés o el de otros países. Planilandia de Edwin Abbott Abbott ilustra el concepto físico de dimensión con una crítica al inmovilismo social de su época, donde aparecen elementos de ciencia ficción. Lewis Wallace escribió Ben-Hur, en el cual posteriormente se basaría un film exitoso que generó superventas durante décadas en los Estados Unidos.
Empiezan a publicarse los libros poéticos del Nobel William Butler Yeats, que anticipan el sentimiento estético de la Belle Époque de Francia, la cual inspirará a su vez el modernismo, con Azul... de Rubén Darío (1888) como obra señera.
Rabindranath Tagore desarrolla su labor literaria en la India, donde también escribió Bankim Chandra Chattopadhyay, autor del himno nacional indio que aparece en su novela Anandamath, donde denuncia los abusos británicos en su país en bengalí. Un autor gujarati, Dalpatram, en cambio, apoyó a los británicos a los que asociaba al progreso.

## De 1890 a 1899
A finales de siglo empiezan a surgir autores que innovan en una época conocida ya en su momento como Fin de siècle. La variedad de tendencias y registros es la característica principal de este período, que anticipa la diversidad del siglo XX. En este sentido dentro del ámbito anglosajón hay que destacar Otra vuelta de tuerca, novela breve de Henry James que juega con la credibilidad del narrador, o El despertar de Kate Chopin, una de las primeras novelas del feminismo contemporáneo. Tess, la de los d'Urberville de Thomas Hardy introduce el naturalismo en la literatura inglesa. En Beirut, Maryana Marrash publica su colección de poemas Bint fikr.
Continúan publicándose las historias de aventuras que han triunfado durante todo el siglo, como El libro de la selva de Rudyard Kipling o las novelas de ciencia ficción de H. G. Wells, como El hombre invisible o La guerra de los mundos. Arthur Conan Doyle crea Sherlock Holmes que hace de la novela detectivesca, surgida con Poe, un género con entidad propia. Una obra fundamental es Drácula, del irlandés Bram Stoker (1897), que retoma el personaje del vampiro.
La importancia de la belleza, el sentimiento de tedio ante un mundo que va demasiado deprisa pero no considera las esencias, empapan El retrato de Dorian Gray de Oscar Wilde o la poesía de Rainer Maria Rilke y serán una constante hasta las vanguardias. El teatro recoge la herencia experimental previa, con hallazgos como Tío Vania de Anton Chéjov o Ubú Rey de Alfred Jarry, que a menudo se considera la primera obra teatral del surrealismo.
Otros autores importantes son Machado de Assis, autor de Quincas Borba, una de las obras de referencia de la literatura brasileña, o Govardhanram Madhavaram Tripathi con una de las novelas más importantes en lengua gujarati: Saraswatichandra. La literatura contemporánea china nace a finales del siglo XIX con las novelas de Wu Woyao o Liang Qichao, en un clima de apertura al Occidente que caracterizó los últimos años de la Dinastía Qing.
No nos podemos olvidar en el ámbito de las letras hispánicas autores como José Rizal con "Noli me tangere", José Hernández con "Martín Fierro",  Domingo Sarmiento "Facundo", Rosalía de Castro "Follas Novas", Menéndez Pelayo, Vicente Blasco Ibáñez "La barraca", etc.